# Hypericum triquetrifolium
Hypericum triquetrifolium ist eine Pflanzenart aus der Gattung der Johanniskräuter (Hypericum).

## Beschreibung
Hypericum triquetrifolium ist ein ausdauernder Rhizom-Geophyt, der Wuchshöhen von 15 bis 55 Zentimeter erreicht. Der Stängel weist schwarze Drüsen auf. Die Blätter sind 15 Millimeter groß, halbstängelumfassend, gewellt, am Grund herzförmig und breit lanzettlich. Der Blütenstand ist reichblütig und pyramidenförmig. Seine zahlreichen Zweige sind abstehend. Die Kelchblätter sind komplett ganzrandig, in der Nähe ihres Randes sind keine schwarzen Drüsen vorhanden.
Die Blütezeit reicht von (Mai) Juni bis Oktober.
Die Chromosomenzahl beträgt 2n = 16.

## Vorkommen
Hypericum triquetrifolium kommt vom Mittelmeerraum bis zum westlichen Iran vor. Die Art wächst auf Kultur- und Brachland sowie Ruderalstellen in Höhenlagen von 0 bis 900 Meter.